# El reino prohibido
El reino prohibido (en chino: 功夫之王, en inglés: The Forbidden Kingdom) es una película estadounidense protagonizada por Jet Li, Jackie Chan y Michael Angarano, dirigida por Rob Minkoff con escenas de acción coreografiadas por Yuen Woo Ping. Su estreno fue en abril de 2008 en Estados Unidos y China, y en España en octubre del mismo año. En esta película por primera vez coinciden las dos mayores estrellas del cine de artes marciales del momento, Jet Li y Jackie Chan, que comparten protagonismo con Michael Angarano, el protagonista de Sky High.

## Argumento
El adolescente del sur de Boston, Jason Tripitikas, es un fanático de las películas de artes marciales que un día sueña con una batalla entre Sun Wukong y soldados celestiales en las nubes. Tras salir del colegio visita, como es su costumbre, la casa de empeño del anciano Hop en Chinatown para comprar DVD de wuxia. Allí descubre un bastón dorado que Hop le explica es una reliquia que su familia ha cuidado por generaciones, esperando devolverlo a su dueño legítimo. 
De camino a casa, Jason es abordado por un grupo de matones, cuyo líder, Lupo, lo amenaza para que los guíe a la tienda de Hop para robar. En el lugar son descubiertos por Hop, quien intenta defenderse con el bastón dorado, por lo que Lupo le dispara. Hop le entrega el bastón a Jason y le ruega que lo entregue a su legítimo dueño, por lo que el muchacho huye siendo acorralado en la azotea antes de que el bastón lo transporte a otro lugar.
Cuando Jason recupera el conocimiento, se encuentra en un pueblo de la antigua China bajo el ataque de soldados celestiales. Los soldados intentan apoderarse de su bastón pero es salvado por el erudito viajero ebrio Lu Yan, un "inmortal" maestro del puño borracho. 
Lu le cuenta la historia de la rivalidad entre Sun Wukong, el Rey Mono, y el General de Jade. Cuando el rey mono obtuvo su bastón dorado su poder trascendió a tal punto que superaba incluso al de un Dios, por lo que un día entró sin permiso al Palacio de Jade, la morada de los dioses; lejos de considerarlo un crimen, el Emperador de Jade se mostró comprensivo y simpatizó con la criatura antes de retirarse de este mundo a meditar por varias décadas como era su costumbre. Sin embargo, el General de Jade, rechazando las órdenes de su señor, desafió al Rey Mono a un duelo donde lo engañó para que soltara su bastón y lo maldijo convirtiéndolo en una estatua de piedra. Con sus últimas fuerzas, el Rey Mono envió lejos su arma para evitar que cayera en manos del malvado general, quién a partir de ese momento ha aprovechado la ausencia del emperador para actuar como un tirano que abusa de los mortales. 
Lu termina la historia mencionando una profecía sobre un "Buscador" que encontrará el bastón y liberará al Rey Mono. En ese momento, son atacados nuevamente por los hombres del General, pero logran escapar con la ayuda de Gorrión Dorado, una joven cuya familia fue asesinada por el General, por lo que ha dedicado toda su vida a entrenar para asesinarlo con un dardo de jade, único material con la capacidad de matar a los dioses.
El General, al enterarse de que el bastón ha aparecido, envía a la bruja Ni-Chang para recuperarlo a cambio de recibir un elixir de la inmortalidad si logra tener éxito. Jason, Lu y Gorrión conocen a un silencioso monje budista que se une a ellos en su búsqueda para liberar al Rey Mono. Mientras los cuatro viajan a la Montaña de los Cinco Elementos, Lu y el Monje deciden enseñar kung fu a Jason. Tras cruzar el desierto, se encuentran con Ni Chang, quien ofrece a devolver a Jason a este mundo a cambio del bastón, pero cuando Jason se niega, se produce una batalla donde la bruja hiere de muerte a Lu.
El grupo huye y se refugia en un monasterio, donde se enteran de que Lu no es un inmortal; si bien posee todo el entrenamiento, habilidad y sabiduría para convertirse en uno, en su juventud abandonó su entrenamiento justo antes de que le fuese otorgado el estatus de inmortal ya que consideró que la naturaleza efímera de la vida es lo que la hacía especial. 
Comprendiendo que solo el elixir del General puede salvar a Lu, Jason va solo al palacio del General para cambiar el bastón por el elixir. El General ordena a Jason que se enfrente a Ni Chang en duelo señalando que el ganador recibirá el elixir. Gorrión, el Monje y los novicios del monasterio llegan para unirse a la batalla cargando a Lu. Mientras el Monje y Gorrión luchan contra el General y la bruja, Jason logra agarrar el elixir y dárselo a Lu, quien tras recuperarse se enfrenta a Ni Chang haciéndola caer por el acantilado contiguo al Palacio. El Monje es herido de muerte por el General, pero usa sus últimas fuerzas para recuperar el bastón y dárselo a Jason, quien lo usa para romper la estatua del Rey Mono y liberarlo. 
Cuando el Monje muere, se descubre que era un ser creado por el Rey Mono para ayudarlo a recuperar su bastón, quien en ahora se une a la lucha. Durante la pelea, Gorrión intenta asesinar al general con su dardo, pero este la asesina de un golpe, cosa que enfurece a Jason, quién usa el dardo de la muchacha para apuñalarlo en el corazón. El Emperador de Jade regresa en ese instante de su meditación, elogiando a Jason por cumplir la profecía y le concede su deseo de regresar a casa.
Jason se encuentra de vuelta en el presente, siendo rodeado por la pandilla, sin embargo en esta ocasión no se deja dominar por el miedo y utilizando sus nuevos conocimientos en Kung fu acaba fácilmente con Lupo y ahuyenta a los otros matones. Tras llamar a las autoridades, los paramédicos se llevan a Hop, quién sobrevivió a los disparos y demuestra complacido al comprender que el muchacho logró devolver el bastón a su legítimo dueño. En el lugar, Jason conoce a la vecina de Hop, una muchacha que parece ser la reencarnación de Gorrión. 
Jason luego continúa perfeccionando sus habilidades de kung fu, mientras que Lu comienza a narrar el inicio de el Viaje al Oeste.

## Reparto
| Actor            | Papel                                                         |
| ---------------- | ------------------------------------------------------------- |
| Jet Li           | Sun Wukong, el Rey Mono/el Monje Silente                      |
| Jackie Chan      | Lu Yan, el Inmortal ebrio/Hop, el dueño de la casa de empeños |
| Michael Angarano | Jason Tripitikas, el Viajero                                  |
| Collin Chou      | El General de Jade                                            |
| Liu Yi Fei       | Gorrión Dorado, Chica del Barrio Chino                        |
| Li Bingbing      | Ni-Chang, La Bruja de Cabello Blanco/Asesina                  |

## Preproducción
Aunque el personaje de Sun Wukong es el protagonista del clásico de la novela de Wu Cheng, Viaje al Oeste, en una entrevista con la revista Screen Power el actor Collin Chou aclaró que la trama no está conectada con la historia de la novela. Los detalles de la trama fueron ideados por el guionista John Fusco, junto con el actor Jet Li, quien dijo:
«El guionista es un buen amigo mío y hemos sido socios de sparring en los últimos tres años. Yo estaba entre los primeros en apoderarse de la historia y más tarde se nos unió Jackie y otros. El guionista y yo hablamos de cómo convertir la historia en una fantasía y de ensueño como la película. Él es un guionista excelente y ha estado aprendiendo las artes marciales chinas durante más de 10 años. Tiene alrededor de transmitir en la película algunos de mis conocimientos básicos de las artes marciales y los principios del budismo».
En un artículo detrás de las escenas que escribió para la revista de Kung Fu, el guionista John Fusco también declaró que el apellido para el personaje de Jason Tripitikas deriva del nombre de «el monje errante, Tripitaka, de Viaje al Oeste».

## Producción
La producción comenzó a principios del 1 de mayo de 2007 en el área alrededor del desierto de Gobi en China. Antes de que comenzara el rodaje, todo el elenco ha hecho un ajuste de vestuarios y un guion leído, ciertos diálogos se modificaron para adaptarse a las capacidades del inglés de los diferentes actores, esto se debió a la mayoría de los sufragios con inglés como segunda lengua. Chan describió el primer día de rodaje como "muy relajante", ya que las vacunas sólo se requiere el drama y caminar, con ninguna acción. Cuando los dos veteranos de las artes marciales (Chan y Li) hicieron escenas de acción juntos por primera vez, ambos expresaron lo fácil que era trabajar con los otros. Chan explicó:
«No he trabajado con alguien con quien me siento más cómodo, en términos de movimientos, el ritmo y las reacciones naturales, en los últimos 10 años. He hecho muchas escenas de lucha con los demás pero por lo general más de 10 tomas, que es una pérdida de tiempo que la persona puede olvidar sus movimientos y lesiones innecesarias. Cuando me peleé con Jet, nuestras acciones fueron rápidas. Asimismo, no tiene que hacer la misma maniobra más de 20 veces.»
La filmación terminó el 24 de agosto de 2007, y la película entró en posproducción el 29 de septiembre de 2007.

## Crítica
La respuesta a The Forbidden Kingdom, tanto por crítica y público, en general ha sido desigual. El 1 de mayo de 2008, la página web Rotten Tomatoes informó que el 64% de los críticos de cine dio comentarios positivos, a partir de 121 comentarios, con el consenso de ser «Grandes escenas de lucha, pero de relleno demasiado». Metacritic informó de la película tuvieron un promedio de 57 sobre 100, basado en 26 comentarios - indicando críticas mixtas o medias.

## DVD y Blu-ray
The Forbidden Kingdom se lanzó en DVD y Blu-ray el 26 de septiembre de 2008. Que vendió cerca de 1.199.593 de unidades que se tradujo en unos ingresos de 22.921.609 dólares, elevando su total a 151.758.670 dólares en todo el mundo.
Se vende en un solo disco y dos ediciones especiales del disco. La edición tiene un solo disco sin extras, pero contiene presentaciones de pantalla ancha y pantalla completa de la película. La edición especial incluye un comentario del director Rob Minkoff, con escenas eliminadas, cortometrajes comentario (Belleza El Dream Team de Kung Fu, peligrosas, Descubriendo China, Rodar en Chinawood, y Rey Mono y los Ocho Inmortales), un «Previsualización Featurette» con comentarios del director Rob Minkoff y un carrete blooper. Además de estos extras, el Blu-ray contiene una copia digital.

## Taquilla
The Forbidden Kingdom recaudó un total de 127.906.624 dólares en todo el mundo - 52.075.270 dólares en Estados Unidos y $ 75.831.354 en otros territorios. En su primer fin de semana en los Estados Unidos y Canadá, la película recaudó 21.401.121 dólares en 3.151 salas de cine, situándose en el # 1 en la taquilla la apertura de fin de semana y un promedio de 6.792 dólares por el teatro.